# Harderwijk-uitspraak
De Harderwijk-uitspraak (ABRvS 2 februari 2022, ECLI:NL:RVS:2022:285), soms ook bekend als de 2-2-22-uitspraak, is een toonaangevende uitspraak van de Afdeling bestuursrechtspraak van de Raad van State over het evenredigheidsbeginsel in het Nederlandse bestuursrecht. De betrof de sluiting voor zes maanden van een woning door de burgemeester van Harderwijk op grond van de Opiumwet (Damoclesbeleid). Een van de kinderen van een gezin handelde in drugs, onder andere vanuit de woning. De Grote Kamer van de Afdeling bestuursrechtspraak van de Raad van State oordeelde dat zo’n ingrijpende maatregel alleen toegepast mag worden als die geschikt, nodig en in verhouding is. De Raad van State droeg burgemeester op een nieuw besluit te nemen op het bezwaar tegen de sluiting met inachtneming van artikel 3:4 lid 2 Awb.

## Tijdsverloop
De achtereenvolgende besluiten en procedures waren:
- 10 september 2019: Burgemeester besluit tot woningsluiting.
- 17 september 2019: Voorzieningenrechter schorst het besluit tot 3 weken na besluit op bezwaar.
- 21 februari 2020: Na behandeling bezwaar blijft besluit staan.
- 16 maart 2020: Rechtbank Gelderland verklaart het beroep gegrond en herroept het sluitingsbesluit, waardoor de sluiting van tafel is.
- 2 februari 2022: Harderwijk-uitspraak vernietigt besluit rechtbank voor herroeping en draagt burgemeester op een nieuw besluit op bezwaar te nemen.
- 16 juli 2025: publicatie overzichtsuitspraak.[1]

Er is geen hernieuwd besluit door de burgemeester van Harderwijk bekend.